# Melkus PT 73 Spyder
Der Melkus PT 73 Spyder war eine Ableitung des Melkus RS 1000 und das erste Fahrzeug dieser Art in der DDR. Der Wagen wurde von Ulli Melkus konstruiert und gebaut. Wie schon der RS 1000, basierte die Konstruktion auf dem Fahrwerk des Wartburg 353. Analog zum Melkus 64, einem Monoposto, wurde der Motor liegend eingebaut.

## Entwicklungsgeschichte
Bei der Weiterentwicklung des RS 1000 dachte Melkus zu Beginn an einen V8-Motor von Tatra. Der Motor war aber zu schwer und die Idee musste verworfen werden. Nachdem die Versuche, von AWE einen Ersatzmotor zu erhalten, gescheitert waren, kam – wie bei anderen Melkus-Fahrzeugen – ein Wartburg-Motor zum Einsatz.
Der Spyder lag mit seiner veränderten Dämpfung an der Vorderachse deutlich besser auf der Straße als der geschlossene RS 1000, allerdings litt der Wagen an beständigen Problemen der Pendelachse. Melkus machte mit dem Wagen im Frühjahr 1973 erste Probefahrten auf dem Flughafen Dresden. Das Fahrzeug war im Rennbetrieb nur bedingt erfolgreich. Melkus musste erkennen, dass es kaum möglich war, auf der Basis des RS 1000 einen konkurrenzfähigen Sportprototypen zu bauen, und das Projekt wurde nicht weiterverfolgt. Bei den Rennen der Gruppe B der DDR in den 1970er Jahren kam der Wagen teilweise zum Einsatz, konnte sich gegen die Konkurrenz aus den RS 1000 und dem Wartburg 1150 aber nie durchsetzen.